# Ignacio Segovia
Ignacio Miguel Segovia (Buenos Aires, ca. 1837-mayo de 1885) fue un militar argentino que participó en la lucha contra los indígenas, las guerras civiles de su país y en la guerra de la Triple Alianza.
Se incorporó a la Guardia Nacional del Estado de Buenos Aires en junio de 1854, con el grado de alférez 2.º. Participó en la campaña al sur de la provincia de Buenos Aires al mando de Bartolomé Mitre y asistió al desastre de Sierra Chica y permaneció varios años en guarniciones de la frontera sur de la provincia, en Tapalqué, Bahía Blanca y Tandil.
Formó parte del ejército vencedor en la batalla de Pavón de 1861 y desde allí pasó a las provincias de Cuyo, donde combatió a las montoneras de Ángel Vicente Peñaloza y Fructuoso Ontiveros a las órdenes de los coroneles Ambrosio Sandes y José Iseas. En 1863, tras participar en la batalla de Las Playas contra Peñaloza, pasó a comandar el Fuerte San Rafael del Diamante, alcanzando el grado de coronel en mayo de 1864. En 1865 desbarató un ataque indígena en el Paso de los Pantanos, sobre el río Diamante.
Al estallar la guerra de la Triple Alianza, se incorporó al ejército en operaciones, tomando parte en la batalla de Yatay, en la que tuvo una actuación destacada, en el sitio de Uruguayana, en el cruce del río Paraná y en las batallas de Estero Bellaco, Tuyutí, Boquerón y Sauce.
Al estallar la Revolución de los Colorados e iniciarse las campañas de Felipe Varela contra el gobierno nacional, pasó al ejército del interior, combatiendo en la batalla de San Ignacio como jefe del ala derecha del ejército del general José Miguel Arredondo. En julio de 1867 rechazó una invasión de indígenas que habían alcanzado a ocupar la ciudad de San Rafael y en noviembre de ese año fue nombrado comandante de la frontera sur de la provincia de Mendoza, poco después de habérsele conferido oficialmente el grado de coronel de línea por el Congreso nacional.
Partidario firme del expresidente Mitre, el 29 de diciembre de 1873 se levantó en armas contra el gobernador Francisco Civit, pero el movimiento revolucionario fracasó, por lo que debió huir a Chile, donde residió algunos años.
Regresó a Buenos Aires años más tarde y no volvió a tener mando de tropas. Su fecha de fallecimiento no consta en ningún registro, pero indirectamente se ha creído interpretar que tuvo lugar a mediados de mayo de 1885.